# C. Thomas Howell

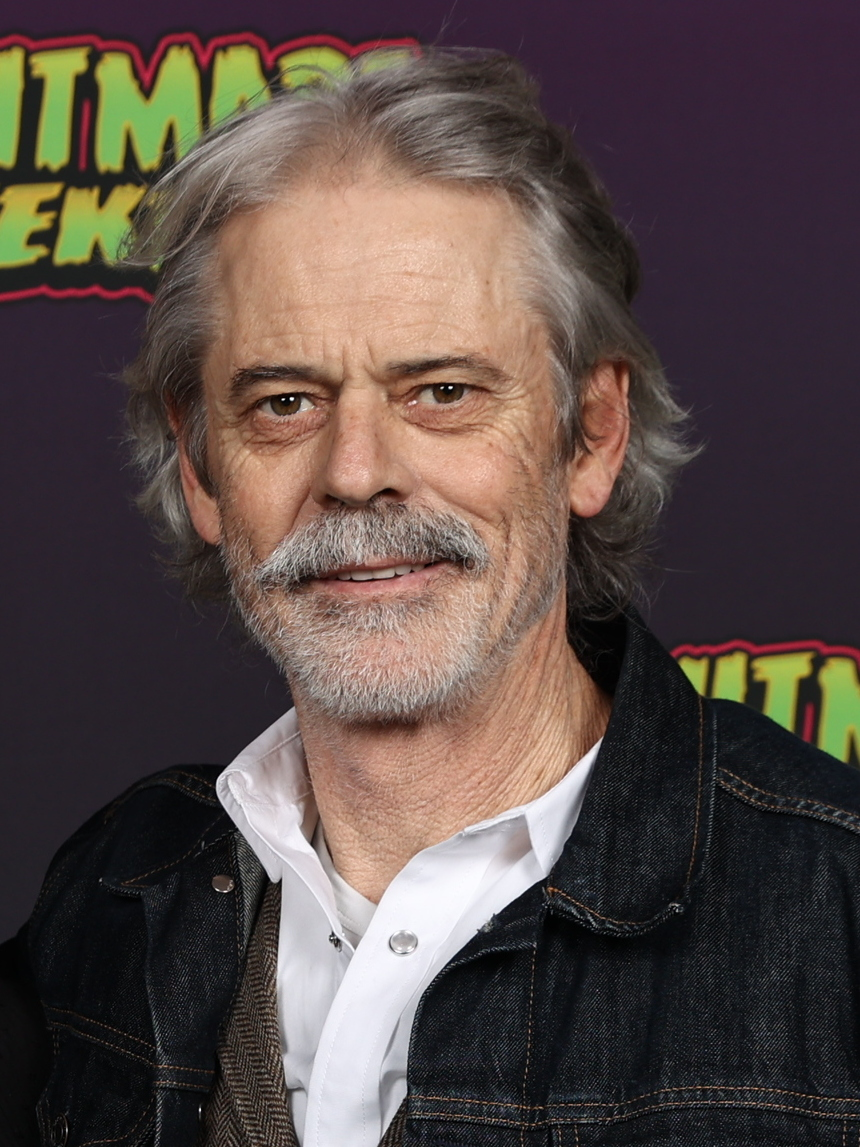
C. Thomas Howell (2023)

Christopher Thomas Howell (* 7. Dezember 1966 in Los Angeles, Kalifornien) ist ein US-amerikanischer Schauspieler und Filmregisseur.

## Leben und Karriere
In seiner Kindheit machte der Sohn des Stuntmans Christopher Howell zunächst als Rodeoreiter auf sich aufmerksam und gewann mehrere Juniorenturniere. Als Schauspieler trat er erstmals Anfang der 1980er-Jahre als Jugendlicher in Erscheinung; nach einer Nebenrolle in dem Kinohit E.T. – Der Außerirdische von 1982 spielte er im darauffolgenden Jahr die Hauptrolle des Ponyboy in dem Jugenddrama Die Outsider unter der Regie von Francis Ford Coppola. Diese Auftritte ließen ihn zu einem Teeniestar und Mitglied des Brat Packs werden.
Als Erwachsener tritt er mittlerweile hauptsächlich mit Gastrollen in Fernsehserien wie Emergency Room auf und ist Mitbesitzer der Produktionsfirma Buckwheat Films.
Howell ist auch als Regisseur aktiv, sein Debüt gab er 1995 mit dem Film Im Netz der Verführung (Originaltitel: Hourglass). Hierfür verfasste er auch erstmals ein Drehbuch. Im darauffolgenden Jahr inszenierte er die Actionfilme The Big Fall – Im Fadenkreuz des Todes sowie Pure Danger – Fluchtpunkt L.A. Im Jahr 2008 entstand mit Krieg der Welten 2 – Die nächste Angriffswelle sein vierter Film als Regisseur. Im Anschluss inszenierte er Der Tag an dem die Erde stillstand 2 – Angriff der Roboter, 2009 drehte er The Land That Time Forgot. In all diesen Produktionen übernahm Howell auch die jeweilige Hauptrolle. Zuletzt war er als Regisseur an The Genesis Code (2010) beteiligt.
Ab 2009 spielte er in der Polizeiserie Southland den Officer Billy „Dewey“ Dudek. In den ersten vier Staffeln wirkte er bis 2012 in 17 Folgen wiederkehrend als Nebendarsteller mit, in der fünften und letzten Staffel gehörte Howell zum Hauptcast der Serie.
Sein Schaffen als Schauspieler umfasst rund 200 Film- und Fernsehproduktionen.

### Persönliches
C. Thomas Howell war von 1989 bis 1990 mit der Schauspielerin Rae Dawn Chong verheiratet, die er am Set des Films Soul Man kennengelernt hatte. Seit 1992 ist er mit Sylvie Anderson verheiratet. Das Paar hat drei Kinder.

## Filmografie (Auswahl)

### Als Schauspieler
Filme
- 1977: It Happened One Christmas (Fernsehfilm)
- 1982: E.T. – Der Außerirdische (E.T.: The Extra-Terrestrial)
- 1983: Die Outsider (The Outsiders)
- 1984: Der Tank (Tank)
- 1984: Speedway Trio (Grandview, U.S.A.)
- 1984: Die rote Flut (Red Dawn)
- 1985: Crazy Love – Liebe schwarz auf weiß (Secret Admirer)
- 1986: Hitcher, der Highway Killer (The Hitcher)
- 1986: Soul Man
- 1987: Into the Homeland (Fernsehfilm)
- 1988: A Tiger’s Tale
- 1988: Il giovane Toscanini
- 1989: Die Rückkehr der Musketiere (The Return of the Musketeers)
- 1990: Atemloser Sommer (Side Out)
- 1990: Kid – Einer gegen alle (Kid)
- 1990: Far Out Man
- 1992: Zauber eines Sommers (That Night)
- 1993: Gettysburg
- 1995: Baby Face Nelson
- 1995: Mystery Model (Teresa’s Tattoo)
- 1995: Hell’s Passion (Payback)
- 1996: Judge Man – Blutrausch (The Sweeper)
- 1998: Der Preis der Begierde (Fatal Affair)
- 1998: Fellows – Auf Leben und Tod (Charades / Felons / First Degree)
- 1999: Hot Boyz
- 1999: The Prince and the Surfer
- 2001: WillFull
- 2001: Askari
- 2002: Killerbienen! (Killer Bees)
- 2003: Net Games – Tödliches Spiel (Net Games)
- 2003: Gods and Generals
- 2003: Hitcher Returns (The Hitcher II: I’ve Been Waiting)
- 2004: Hidalgo – 3000 Meilen zum Ruhm (Hidalgo)
- 2004: The Hillside Strangler
- 2004: Der Mörder in dir (A Killer Within)
- 2005: The Keeper: The Legend of Omar Khayyam
- 2005: Der Poseidon-Anschlag (The Poseidon Adventure, Fernsehfilm)
- 2005: Kampf der Planeten (Crimson Force, Fernsehfilm)
- 2005: Krieg der Welten 3 – Wie alles begann (H. G. Wells’ War of the Worlds)
- 2006: Die letzten Tempelritter und der Schatz des Christentums (Da Vinci Treasure)
- 2006: The Far Side of Jericho
- 2007: The Stolen Moments of September
- 2008: Big Game
- 2008: Krieg der Welten 2 – Die nächste Angriffswelle (War of the Worlds 2: The Next Wave)
- 2008: Der Tag an dem die Erde stillstand 2 – Angriff der Roboter (The Day the Earth Stopped)
- 2008: Toxic
- 2009: American Pie präsentiert: Das Buch der Liebe (American Pie Presents: The Book of Love)
- 2009: The Land That Time Forgot
- 2010: Flatline
- 2011: Camel Spiders – Angriff der Monsterspinnen (Camel Spiders)
- 2012: Commander in Chief
- 2012: Wedding Day
- 2012: The Amazing Spider-Man
- 2013: Storm Rider – Schnell wie der Wind (Storm Rider)
- 2014: Category 5 (Fernsehfilm)
- 2014: A Magic Christmas
- 2015: Magic Hours
- 2015: All In or Nothing
- 2016: Attack of the Killer Donuts
- 2016: LBJ
- 2017: Eine Frage des Glaubens (A Question of Faith)
- 2017: The Shadow People
- 2018: Beast Mode
- 2018: Hyde Park
- 2019: Dauntless: The Battle of Midway
- 2020: Beast Mode
- 2021: The Wrong Path
- 2022: Because We’re Family
- 2023: Old Dads
- 2024: Reagan
- 2024: Ride

Fernsehserien
- 1996: Embraced – Clan der Vampire (Kindred: The Embraced, 7 Folgen)
- 1998: Outer Limits – Die unbekannte Dimension (The Outer Limits, Folge 4x13)
- 1999–2000: Amazonas – Gefangene des Dschungels (Amazon, 22 Folgen)
- 2004–2005: Summerland Beach (Summerland, Folgen 1x03, 2x11)
- 2005: Emergency Room – Die Notaufnahme (ER, Folge 12x07)
- 2006: 24 (Folgen 5x12–5x13)
- 2009, 2013, 2020: Criminal Minds (6 Folgen)
- 2009–2013: Southland (27 Folgen)
- 2010: Psych (Folge 5x09)
- 2011: Torchwood (Folge 4x04)
- 2011: The Glades (Folge 2x08)
- 2012: Castle (Folge 5x07)
- 2012: Longmire (Folge 1x03)
- 2012: Revolution (Folge 1x02)
- 2012: Alphas (Folge 2x02)
- 2013: Hawaii Five-0 (Folge 3x09)
- 2013: Sons of Anarchy (Folge 6x02)
- 2013: Blue Bloods – Crime Scene New York (Blue Bloods, Folge 4x08)
- 2014: Grimm (5 Folgen)
- 2014–2015: Girlfriends’ Guide to Divorce (4 Folgen)
- 2015: Motive (Folge 3x08)
- 2015–2017: Stitchers (5 Folgen)
- 2015: Sleepy Hollow (Folge 3x01)
- 2016: Animal Kingdom (8 Folgen)
- 2017: Outcast (3 Folgen)
- 2017: Ray Donovan (4 Folgen)
- 2017: Marvel’s The Punisher (3 Folgen)
- 2017–2022: SEAL Team (12 Folgen)
- 2018: The Blacklist (2 Folgen)
- 2018–2021: The Walking Dead (3 Folgen)
- 2019: Bosch (3 Folgen)
- 2019: The Terror (5 Folgen)
- 2023: Völlig zerstört (Obliterated, 8 Folgen)
- 2024: Will Trent (Folge 1x02)

### Als Regisseur
- 1995: Hourglass
- 1996: Pure Danger
- 1997: The Big Fall
- 2008: Krieg der Welten 2 – Die nächste Angriffswelle (War of the Worlds 2: The Next Wave)
- 2008: Der Tag an dem die Erde stillstand 2 – Angriff der Roboter (The Day the Earth Stopped)
- 2009: The Land That Time Forgot
- 2010: The Genesis Code